# Stanisław Tomaszewski (podporucznik)
Stanisław Tomaszewski (ur. 19 grudnia 1897 w Miechocinie, zm. 26 września 1920 pod Kopciówką) – podporucznik piechoty Legionów Polskich i Wojska Polskiego, pośmiertnie odznaczony Krzyżem Srebrnym Orderu Virtuti Militari

## Życiorys
Urodził się 19 grudnia 1897 w rodzinie Kazimierza i Józefy z domu Pawlas. Uczył się w Krakowie w gimnazjum im. Sobieskiego. 27 lipca 1915 wstąpił do Legionów Polskich i przydzielony został do 1 pułku piechoty.
Po kryzysie przysięgowym od 29 października 1917 służył w szeregach 20 pułku piechoty armii austriackiej walcząc początkowo na froncie włoskim, a później w szeregach 40 pułku piechoty na froncie wschodnim.
W listopadzie 1918 wstąpił w szeregi Wojska Polskiego. Uczestniczył w walkach na froncie podczas wojny polsko-bolszewickiej. 7 maja 1920 rozpoczął służbę w szeregach 4 pułku strzelców Podhalańskich i otrzymał awans na stopień podporucznika. Wykazał się w walkach pod Obuchowiczami. Zginął pod Kopciówką, kiedy zainicjował kontratak zakończony powodzeniem, a którego celem było zdobycie umocnionych linii wroga. Za czyn ten został pośmiertnie odznaczony Krzyżem Srebrnym Orderu Virtuti Militari. Rodziny nie założył.

## Ordery i odznaczenia
- Krzyż Srebrny Orderu Virtuti Militari (nr 1212) – pośmiertnie[2][3]
- Krzyż Niepodległości[2]